# L’impresario delle Canarie (Metastasio)
L’impresario delle Canarie ist ein Libretto zu einem Opern-Intermezzo in zwei Teilen, das Pietro Metastasio zugeschrieben wird. Erstmals aufgeführt wurde es am 1. Februar 1724 in der Vertonung von Domenico Sarro im Teatro San Bartolomeo in Neapel zwischen den Akten seiner Oper Didone abbandonata. Es wurde auch unter dem Titel Dorina e Nibbio vertont.
Das Werk wurde nicht in die 2002 von Anna Laura Bellini herausgegebene Neuausgabe der Werke Metastasios aufgenommen, da Bellini die Authentizität für nicht gesichert hält.
Eine deutsche Fassung des Librettos mit dem Titel Der Opern-Meister auf den Canarischen Inseln erschien 1733 in Sankt Petersburg.

## Handlung
In diesem kurzen Intermezzo geht es um den Operndirektor Nibbio von den Kanarischen Inseln, der die Primadonna Dorina engagieren möchte. Nachdem sie ihm eine Szene als gefesselte Kleopatra vorgespielt hat, bietet er ihr einen Blankovertrag an.
Die folgende Inhaltsangabe basiert auf dem 1748 von Leonardo Leo verwendete Libretto.

### Erster Teil
Dorina drängt ihre Bediensteten, alles für die Ankunft des erwarteten Operndirektors Nibbio vorzubereiten. Dieser kommt von den Kanarischen Inseln, um Darsteller für sein dort neu eröffnetes Opernhaus zu werben. Geld spielt für ihn dabei keine Rolle. Er fordert Dorina auf, ihm etwas vorzusingen. Sie ziert sich zunächst, singt aber dann doch ihre Arie. Nibbio ist begeistert und prahlt nun mit seinen eigenen Musikkenntnissen. So habe er in weniger als einem Monat fünfzehn Singspiele komponiert. Er trägt nun ebenfalls ein Lied vor. Seine Darbietung wird jedoch von Dorinas Kammermädchen unterbrochen, da sie noch zu einem Gastmahl geladen ist. Nibbio will seine Arie trotzdem zu Ende bringen und erklärt, etwas spazierenzugehen und nachher wiederkommen zu wollen.

### Zweiter Teil
Dorina hat das Theaterkostüm für ihren heutigen Auftritt angezogen und lässt es sich von ihren Schneidern anpassen. Nibbio kommt zurück. Da Dorina sich nicht unterbrechen lassen will, jagt Nibbio die Schneider davon. Er verspricht ihr, dass der Bühnenapplaus jede Mühe wert sei. Dorina dagegen beklagt sich über die Launenhaftigkeit des Publikums. Am meisten fürchtet sie die Szene, in der sie heute die gefesselte Kleopatra darstellen soll. Nibbio überredet sie, ihm diese Szene vorzuspielen und wundert sich, dass sie keine der üblichen Arien enthält. Er trägt jetzt eine seiner eigenen Arien vor. Als Dorina nun auf den Anstellungsvertrag zu sprechen kommt, überreicht Nibbio ihr einen Blankovertrag, in den sie das Honorar selbst einsetzen kann. Das nutzt sie schamlos aus, in dem sie einträgt, dass sie ausschließlich Hauptrollen bekommt, immer die längsten Arien zu singen hat, die Texte nur von befreundeten Dichtern stammen, und dass sie neben ihrem Gehalt alle erdenklichen Luxuswaren und wöchentlich wenigstens zwei Geschenke erhält. Nibbio ist mit allem einverstanden. Beide stellen sich nun die Begeisterung und Großzügigkeit des zukünftigen Publikums vor.
In der ursprünglichen von Dominico Sarro vertonten Fassung endet der zweite Teil damit, dass Dorina sich von Nibbio bedrängt fühlt. Der Vertrag kommt vorerst nicht zustande.

## Geschichte
Dieses Intermezzo ist Metastasios einziger Beitrag zur Komischen Oper. Es steht in der Tradition von Benedetto Marcellos vier Jahre zuvor erschienener Satire Il teatro alla moda. Die darin beschriebenen Praktiken waren Metastasio gut vertraut. Er war sich der Schwächen der Opera seria bewusst und wollte sie von innen heraus reformieren. In seinen Briefen beklagte er sich immer wieder über die Behandlung seiner Libretti durch Komponisten, Sänger und Theaterdirektoren.
Innerhalb von zwanzig Jahren wurde das Werk sechs Mal vertont, davon vier Mal für Venedig. Am beliebtesten war damals die Version von Leonardo Leo. In neuerer Zeit werden die Fassungen von Domenico Sarro und Padre Martini gelegentlich aufgeführt, so von der Semperoper Dresden in der Spielzeit 2012/2013 (Sarro) und 2014 (Martini).

## Vertonungen
Folgende Komponisten legten dieses Libretto einer Oper zugrunde:
| Komponist                                 | Uraufführung                           | Aufführungsort | Anmerkungen |  |
| ----------------------------------------- | -------------------------------------- | -------------- | --- |  |
| Domenico Sarro                            | 1. Februar 1724, Teatro San Bartolomeo | Neapel         | als Intermezzo Dorina e Nibbio für Didone abbandonata; überarbeitet 1730 im Teatro San Giovanni Crisostomo in Venedig und 1737 als L’Impresario – The Master of the Opera im King’s Theatre am Haymarket in London |  |
| Tomaso Albinoni                           | 24. November 1725, Teatro San Cassiano | Venedig        | auch am 26. Dezember 1728 im Teatro Regio Ducale in Mailand; am 11. Dezember 1731 und am 6. Februar 1732 im Teatro San Moisè in Venedig                                                                            |  |
| Pietro Vincenzo Chiocchetti               | Karneval 1726, Teatro Sant’Agostino    | Genua          | auch im Januar 1742 |  |
| Giuseppe Maria Orlandini                  | 1729, Teatro San Cassiano              | Venedig        | Aufführung unsicher |  |
| Leonardo Leo                              | 1739, Real Sitio de Prado              | Madrid         | am 26. Dezember 1741 im Teatro Sant’Angelo in Venedig; 1748 im Schlosstheater in Potsdam; 1749 im Teatro San Cassiano in Venedig                                                                                   |  |
| Giovanni Battista Martini (Padre Martini) | 1744, private Aufführung               | Bologna        | auch 1958 in Como |  |

## Aufnahmen
- Giovanni Battista Martini:
  - L’impresario delle Canarie. Schallplatte mit Maria Luisa Gavioli (Dorina), Otello Borgonovo (Nibbio) und I Commendianti in musica della Cetra unter der Leitung von Piero Santi, CETRA LPC55025 (1959/1966?)[17]
- Domenico Sarro:
  - L’impressario delle Canarie. CD mit Sara Mingardo (Dorina), Giorgio Gatti (Nibbio) und dem Kammerorchester „In Canto“ unter der Leitung von Gabriele Catalucci, Bongiovanni 2147 (1992/1994)[18]
  - Scarlatti: La Dirindina, Cimarosa: Il Maestro di Cappella, Sarro: L’Impresario delle Canarie. DVD mit dem Orchester Ars Cantus unter der Leitung von Riccardo Cirri. Bongiovanni AB 20023 (2012)[19]

## Digitalisate
1. ↑  Libretto (deutsch), Sankt Petersburg 1733 als Digitalisat beim Göttinger Digitalisierungszentrum.
2. 1 2  Libretto (italienisch/deutsch) der Oper von Leonardo Leo, Potsdam 1748 als Digitalisat bei der Staatsbibliothek zu Berlin.
3. ↑  Libretto (italienisch) der Oper von Domenico Sarro, Neapel 1724 als Volltext (PDF; 494 kB) bei librettidopera.it.
4. ↑  Libretto (italienisch)  der Oper von Tomaso Albinoni, Mailand 1728. Digitalisat im Corago-Informationssystem der Universität Bologna.
5. ↑  Libretto (italienisch)  der Oper von Leonardo Leo, Venedig 1741. Digitalisat im Corago-Informationssystem der Universität Bologna.